# Vaalhoek
Vaalhoek is een dorp in het district Kgalagadi in Botswana. De plaats telt 355 inwoners (2011).